# Герб Скадовська
Герб Скадовська — міський герб Скадовська. Затверджений 30 березня 1994 року рішенням сесії Скадовської міської ради до святкування 100–річчя міста. Автор герба — головний архітектор міста П.І.Кравченко.

## Опис
Щит герба чотиридільний. На фоні чотирьох частин — коло діаметром 9/10 основного щита як знак Сонця. Перша і четверта частини щита за межами кола — золоті, друга і третя — лазурові. У першій частині щита всередині кола в лазуровому полі — якір на фоні двох морських хвиль як символ того, що в основі заснування міста лежить спорудження порту. У другій частині всередині кола в золотому полі — пшеничний колос на знак того, що Скадовщина — сільськогосподарський край. У третій частині всередині кола в золотому полі — стилізоване зображення зрошувального каналу. У четвертій частині всередині кола в лазуровому полі — смуга пляжу, морські хвилі і навіс як знак міста-курорту. Під колом дата «1894» — рік заснування міста. Дата, геральдичні фігури та облямівка щита — синього кольору. Автор герба — головний архітектор міста П.І.Кравченко.

## Галерея

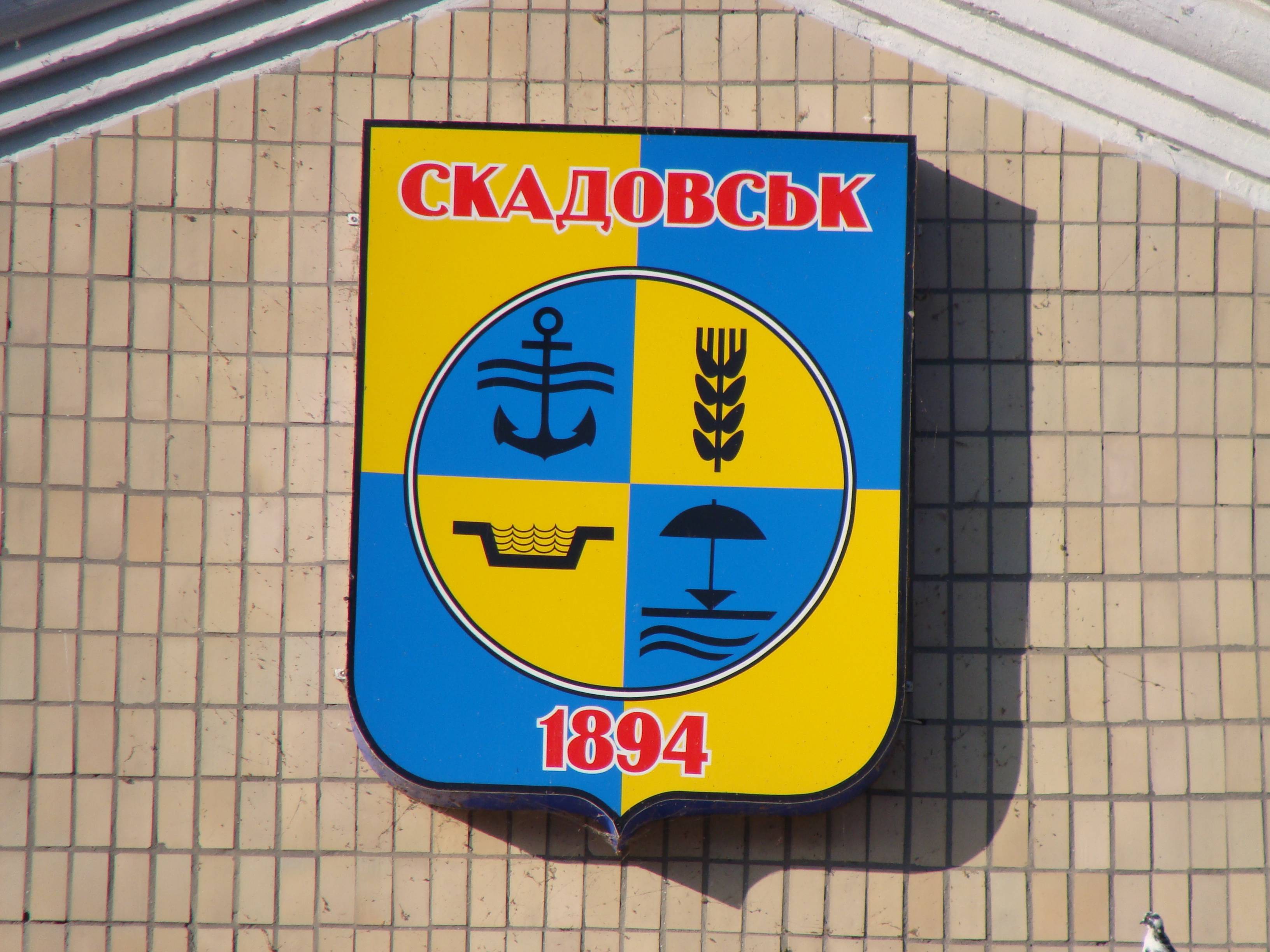
Герб на будинку Скадовської міської ради
Герб Скадовська під російською окупацією